# Ballspiel-Club Aichach 1917 e.V.
Ballspiel-Club Aichach 1917 e.V. é uma agremiação esportiva alemã, fundada em 1917, sediada em Aichach, na Baviera.

## História
O clube tem sido um membro consistente da Landesliga Bayern-Süd, divisão a que pertenceu por 29 em um total possível de 49 temporadas desde 1963. Apenas o TSV 1860 Rosenheim (36) e o Gundelfingen FC (31) participaram por mais vezes da liga. Também venceu a Copa do Schwaben uma vez, em 1998, uma competição de qualificação para a Copa da Alemanha, mas não conseguiu avançar para a primeira fase.
O BCA não deve ser confundido com o extinto BC Augsburg, também da Suábia, que historicamente tem também sido referido como BCA e cujo logotipo é muito semelhante ao do clube Aichach.
O clube foi fundado a 17 de outubro de 1917. Por causa de sua ligação com a Igreja Católica, o clube foi obrigado a se fundir com a ginástica do TSV Aichach em 1933, quando os nazistas chegaram ao poder, mas recuperou a sua independência em 1945. 
O BCA se tornou um membro fundador da nova Landesliga Bayern-Süd (IV), em 1963, mas foi imediatamente rebaixado no campeonato. O clube levou três temporadas para retornar a esse nível, o que ocorreu em 1967. O Aichach conseguiu se manter por nove temporada na Landesliga, em quarto duas vezes como melhor resultado. Rapidamente o time caiu para o nível Bezirksliga novamente em 1977, mas foi imediatamente devolvido à Landesliga por mais quatro temporadas. 
Após o rebaixamento, em 1981, levou quatro temporadas para retornar à Landesliga, o que fez em 1985, rapidamente caindo para A-Klasse nível (VI). A passagem de dez anos nesse nível foi sucedida por três colocações em quarto lugar como os seus principais resultados. O clube brevemente caiu para a divisão abaixo, a então Bezirksoberliga Schwaben, em 1995, mas mais uma vez voltou à Landesliga.
Em 1998, o clube ganhou seu único título da Copa Schwaben, contra o FC Memmingen, numa final desenhada. As regras da competição, que posteriormente mudaram fizeram o BCA vencedor. No entanto, como era a equipe de divisão inferior dos dois e, portanto, só precisou de um empate para ganhar a competição. No ano de 2000, ao descer à Landesliga, entrou numa era de declínio.
Três rebaixamentos consecutivos levaram o time da camada quinta, a Landesliga, para a oito, a Kreisliga, passando pela  Bezirksoberliga Schwaben (VI) e a Bezirksliga Schwaben-Nord (VII), à Kreisliga Schwaben-Ost (VIII). O clube chegou ao ponto baixo na Kreisliga, em 2002-2003, tendo mesmo que cancelar a sua equipe reserva, mas começou a subir nas fileiras novamente na temporada seguinte. Duas conquistas consecutivas o conduziram à Bezirksoberliga, mas sofreu outro rebaixamento em 2007 e passou uma temporada na Bezirksliga antes de retornar à Bezirksoberliga. Após três temporada, ganhou o campeonato em 2011 e outra promoção. 
O BCA retornou à Landesliga-Süd Bayern, a atual sexta camada da liga, para a temporada final antes da sua dissolução em 2012, com o objetivo de qualificação para a nova divisão sul da Fußball-Bayernliga. O clube planeja construir um novo estádio ao custo de 2,2 milhões de euros, mas o projeto enfrentou problemas financeiros em março de 2011 e poderá não ser ir à frente. A ascensão recente tem sido possível através do patrocínio de Volker Weingartner, o atual presidente do clube.
Em um movimento incomum, o presidente do clube e principal patrocinador, Volker Weingartner, demitiu o treinador Ivan Konjevic em abril de 2012, após uma série de maus resultados e assumiu o seu papel.

## Títulos
| - Bezirksoberliga Schwaben - Campeão: 1996, 2011; - Bezirksliga Schwaben-Nord - Campeão: 1967, 1977, 1985, 2005, 2008; - Kreisliga Schwaben-Ost - Campeão: 2004; | - Schwaben Cup - Campeão: 1998; |

## Patrocinadores recentes
| Manager            | Início        | Término       |
| Martin Schreier    | ?             | 2011          |
| Ivan Konjevic      | 2011          | Abril de 2012 |
| Volker Weingartner | Abril de 2012 | Presente      |

## Cronologia recente
A recente performance do clube:
| Temporada | Divisão                   | Módulo | Posição |
| 1999–2000 | Landesliga Bayern-Süd     | V      | 17º ↓   |
| 2000–01   | Bezirksoberliga Schwaben  | VI     | 14º ↓   |
| 2001–02   | Bezirksliga Schwaben-Nord | VII    | 14º ↓   |
| 2002–03   | Kreisliga Schwaben-Ost    | VIII   |         |
| 2003–04   | Kreisliga Schwaben-Ost    | VIII   | 1º ↑    |
| 2004–05   | Bezirksliga Schwaben-Nord | VII    | 1º ↑    |
| 2005–06   | Bezirksoberliga Schwaben  | VI     | 13º     |
| 2006–07   | Bezirksoberliga Schwaben  | VI     | 14º ↓   |
| 2007–08   | Bezirksliga Schwaben-Nord | VII    | 1º ↑    |
| 2008–09   | Bezirksoberliga Schwaben  | VII    | 10º     |
| 2009–10   | Bezirksoberliga Schwaben  | VII    | 5º      |
| 2010–11   | Bezirksoberliga Schwaben  | VII    | 1º ↑    |
| 2011–12   | Landesliga Bayern-Süd     | VI     | 8º ↑    |
| 2012–13   | Bayernliga Süd            | V      | º       |